# Konfederacja Narodu Polskiego
Konfederacja Narodu Polskiego – polska organizacja spiskowa zawiązana we Lwowie w marcu 1876, obliczona na wywołanie powstania zbrojnego w zaborze rosyjskim z chwilą wybuchu spodziewanej wojny rosyjsko-tureckiej. Utworzona przez Wacława Koszczyca.
KNP powołała sieć agentów politycznych. Jej przedstawicielem we Włoszech został Władysław Kulczycki. Jesienią 1876 agenci KNP nawiązali kontakt z wielkim wezyrem tureckim Midhatem Paszą. Imperium osmańskie zadeklarowało wówczas pomoc w dostawach broni i pieniędzy dla powstania w Królestwie Polskim, które konfederaci obiecywali wywołać w kwietniu 1877. Midhat Pasza zaakceptował także projekt utworzenia Legionu Polskiego przy armii tureckiej.
Po wybuchu wojny rosyjsko-tureckiej agent brytyjski Henry Alexander Munro-Butler-Johnstone próbował popchnąć działaczy KNP na drogę przygotowań powstańczych, gwarantując, że wówczas koalicja Anglii, Francji i Austrii weźmie w swoje ręce sprawę polską.